# Deutsche ATSB-Fußballmeisterschaft 1932/33
Die deutsche ATSB-Fußballmeisterschaft 1933 sollte die 14. vom Arbeiter-Turn- und Sportbund ausgerichtete deutsche Meisterschaft im Fußball werden. Sie musste nach der Machtergreifung der Nationalsozialisten vorzeitig abgebrochen werden. Die letzten dokumentierten Spiele fanden am 9. April 1933 statt.

## Hintergrund
Mit der Machtergreifung der Nationalsozialisten am 30. Januar 1933 wurde das Ende der deutschen Arbeitersportbewegung eingeleitet. Nach dem Reichstagsbrand in der Nacht vom 27. auf den 28. Februar 1933 wurde die Verordnung des Reichspräsidenten zum Schutz von Volk und Staat erlassen, mit dem die politischen Gegner des Hitler-Regimes ausgeschaltet werden sollte. Am 12. Mai 1933 wurde der Arbeiter-Turn- und Sportbund und die angeschlossenen Vereine verboten und aufgelöst. Die Mitglieder der ATSB-Vereine durften sich nur dann einem bürgerlichen Verein anschließen, wenn sie zwei nicht-kommunistische Bürgen vorweisen konnten.

## Geplanter Modus und Teilnehmer
Die 17 ATSB-Kreismeisterschaften konnten noch wie gewohnt abgeschlossen werden. Anschließend sollten die Kreismeister in den regionalen Meisterschaftsrunden vier Teilnehmer an der Endrunde auf Reichsebene ermitteln. Lediglich die ostdeutsche Verbandsmeisterschaft konnte mit dem SV Sturm Grube Marga als Sieger vollständig ausgespielt werden. Die übrigen drei Verbandsmeisterschaften wurden vorzeitig abgebrochen und eine reichsweite Endrunde fand nicht mehr statt.
| Nordwestdeutschland - SV Porta Neesen - VfL 05 Hamburg - Eintracht Eving-Lindenhorst - Eintracht Kassel | Mitteldeutschland - Sportfreunde Bernburg - FC Falke Breslau - FT Erfurt 93 - VfK Leipzig-Südwest | Ostdeutschland - SV Sturm Grube Marga - FT Stettin-Sydowsaue - FT Danzig-Langfuhr - SC Adler Pankow | Süddeutschland - FT Gern - 1. FFV Ludwigshafen - FTSV Dietzenbach - FTSV Stuttgart-Ost - TV Gostenhof 1884 |

## Verbandsmeisterschaften

### Nordwest
Halbfinale
| Datum         |                             | Ergebnis     |                  | Austragungsort         |
| ------------- | --------------------------- | ------------ | ---------------- | ---------------------- |
| 19. März 1933 | Eintracht Eving-Lindenhorst | 5:2 (3:1)    | Eintracht Kassel | Dortmund, Rolandsplatz |
| 26. März 1933 | VfL 05 Hamburg              | Sieg Hamburg | SV Porta Neesen  |                        |

Das Finale zwischen Eintracht Eving-Lindenhorst und dem VfL Hamburg fand nicht mehr statt.

### Mitte
Halbfinale
| Datum         |                     | Ergebnis     |                       | Austragungsort |
| ------------- | ------------------- | ------------ | --------------------- | -------------- |
| 19. März 1933 | FT Erfurt 93        | 8:2 (4:2)    | Sportfreunde Bernburg | Erfurt         |
| 25. März 1933 | VfK Leipzig-Südwest | Sieg Leipzig | FC Falke Breslau      | Dresden-Löbtau |

Finale
| Datum         |              | Ergebnis |                     | Austragungsort                   |
| ------------- | ------------ | -------- | ------------------- | -------------------------------- |
| 9. April 1933 | FT Erfurt 93 | 1:1      | VfK Leipzig-Südwest | Erfurt, Mitteldeutsche Kampfbahn |

Das erforderliche Wiederholungsspiel fand nicht mehr statt.

### Ost
Halbfinale
| Datum         |                      | Ergebnis  |                    | Austragungsort |
| ------------- | -------------------- | --------- | ------------------ | -------------- |
| 19. März 1933 | FT Stettin-Sydowsaue | 3:0 (2:0) | SC Adler Pankow    | Stettin        |
| 26. März 1933 | SV Sturm Grube Marga | 8:0       | FT Danzig-Langfuhr | Senftenberg    |

Finale
| Datum         |                      | Ergebnis |                      | Austragungsort |
| ------------- | -------------------- | -------- | -------------------- | -------------- |
| 9. April 1933 | SV Sturm Grube Marga | 4:2      | FT Stettin-Sydowsaue | Senftenberg    |

### Süd
| Datum         |                     | Ergebnis  |                  | Austragungsort    |
| ------------- | ------------------- | --------- | ---------------- | ----------------- |
| 12. März 1933 | 1. FFV Ludwigshafen | 3:2 (2:2) | FTSV Dietzenbach | Mannheim-Neckarau |

Weitere Ergebnisse sind nicht überliefert. Die Meisterschaftsrunde wurde vorzeitig abgebrochen.